# Windsor (New Hampshire)
Windsor – miasto w Stanach Zjednoczonych, w stanie New Hampshire, w hrabstwie Hartford.